# Eric Blandin
Eric Blandin é um aerodinamicista francês que atualmente trabalha para a equipe de Fórmula 1 da Aston Martin.

## Carreira
Em 1998, após terminar seu mestrado em mecânica dos fluidos na Universidade Pierre e Marie Curie, Blandin começou sua carreira como aerodinamicista na Fondmetal Technologies, trabalhando na produção de túneis de vento. Em 2002, ele se transferiu para a equipe Jaguar de Fórmula 1, atuando na área de aerodinâmica. Blandin permaneceu na equipe baseada em Milton Keynes após sua transformação na Red Bull Racing, se tornando líder de equipe na área de aerodinâmica antes de sua saída no fim de 2009. Durante esse período, ele trabalhou ao lado de Dan Fallows.
A partir de janeiro de 2010, Blandin passou 14 meses como chefe de aerodinâmica da Ferrari antes de se juntar à Mercedes como engenheiro principal de aerodinâmica no ano seguinte. Em 2017 ele foi promovido para o cargo de chefe de aerodinâmica.
Em 24 de novembro de 2021, foi anunciado que Blandin deixaria a Mercedes e ingressaria na equipe da Aston Martin no início de 2022, mas a equipe não especificou qual seria a função que Blandin iria ocupar. No entanto, posteriormente foi divulgado que Blandin passaria a trabalhar de fato na Aston Martin somente em outubro de 2022, após um período de afastamento de todos os assuntos relacionados à Mercedes.